# Echinarmadillidium armathianum
Echinarmadillidium armathianum är en kräftdjursart som beskrevs av Helmut Schmalfuss och Sfenthourakis 1995. Echinarmadillidium armathianum ingår i släktet Echinarmadillidium och familjen klotgråsuggor. Inga underarter finns listade i Catalogue of Life.